# Monaster Narodzenia Matki Bożej we Włodzimierzu
Monaster Narodzenia Matki Bożej – prawosławny męski klasztor we Włodzimierzu, w jurysdykcji eparchii włodzimierskiej. Zabytek o znaczeniu federalnym wpisany do rosyjskiego rejestru zabytków w 1960 r. pod nr. 33-53802.  

## Historia
Monaster został erygowany przez księcia włodzimierskiego Wsiewołoda Wielkie Gniazdo między r. 1197 a 1206. Klasztor położony był w sąsiedztwie dworu książęcego, na zachód od soborów św. Dymitra i katedralnego soboru Zaśnięcia Matki Bożej. Jego główną świątynią był sobór Narodzenia Matki Bożej, zbudowany w końcu XII w. Monaster był początkowo zarządzany przez ihumenów, między rokiem 1227 a 1230 jego przełożeni otrzymali prawo do tytułowania się archimandrytami. W 1238 r., gdy Włodzimierz został zdobyty i zniszczony przez Mongołów, klasztor został spalony i rozgrabiony, a jego przełożony Pachomiusz – a prawdopodobnie także inni mnisi – zabity. W kolejnych latach monaster został odbudowany i do 1561 r. posiadał honorowy status pierwszego wśród klasztorów metropolii moskiewskiej. W wymienionym roku metropolita moskiewski Makary nadał honorowe pierwszeństwo monasterowi Trójcy Świętej i św. Sergiusza. Między XIV a XVI w. monaster kilkakrotnie był niszczony przez pożary. Szczególnie niszczycielski okazał się pożar z 1536 r., gdy spłonęła połowa całego kompleksu zabudowań. Od XVI do XVIII w. klasztor wielokrotnie otrzymywał cenne dary materialne od władców Rosji. W II połowie XVII w. przebudowano główny sobór klasztorny, który ze świątyni jednokopułowej stał się budowlą pięciokopułową.  
W monasterskim soborze Narodzenia Matki Bożej w 1263 r. został pochowany Aleksander Newski. Jego szczątki, czczone następnie jako relikwie, znajdowały się w głównej monasterskiej cerkwi do 1724 r., gdy car Piotr I polecił przewieźć je do Ławry Aleksandra Newskiego w Petersburgu.  
Na początku XVIII w. w monasterze przebywało ok. 70 mnichów, w 1741 r. już tylko 35. Danych o liczebności wspólnoty z poprzednich wieków brakuje. W 1744 r. caryca Elżbieta Piotrowna skasowała klasztor i nakazała zaadaptować jego budynki na rezydencję biskupów eparchii włodzimierskiej, restytuowanej jako kontynuatorka historycznej eparchii suzdalskiej i włodzimierskiej. W 1748 r. w obrębie klasztornych murów wzniesiono dom biskupi, w którym w XIX w. urządzono domową cerkiew Wszystkich Świętych. W 1785 r. podczas kolejnego remontu głównego monasterskiego soboru częściowo przywrócono mu dawny wygląd, pozostawiając jedną kopułę. Wskutek kolejnego pożaru z 1770 r. sobór nie posiadał przez kilkanaście lat ikonostasu; nowy zbudowano w nim w latach 1799–1800. W ciągu kolejnych czterech dekad historyczna cerkiew podupadła do tego stopnia, że przestała być użytkowana liturgicznie. O jej odbudowie zdecydował osobiście car Aleksander II podczas wizyty we Włodzimierzu w 1858 r. Świątynię zrekonstruowano i w 1869 r. poświęcono. Oprócz głównego soboru mnisi, a następnie biskup włodzimierski i służący przy nim duchowni dysponowali także cerkwią Narodzenia Pańskiego, położoną w północnej części kompleksu klasztornego i połączoną z otaczającym go murem obronnym. Kolejna świątynia, nosząca wezwanie św. Aleksandra Newskiego, znajdowała się do końca XVIII w. nad główną bramą wjazdową do monasteru od strony północnej (święte wrota). Do 1700 r. monaster był otoczony jedynie drewnianym ogrodzeniem. W średniowieczu ochronę jego budynków stanowiły wały otaczające część miasta z pałacem książęcym i soborami. W latach 1700–1701 r. wokół klasztoru wzniesiono mury kamienne, a do 1763 r. wybito w nich cztery bramy i wzniesiono cztery baszty.   
Po rewolucji październikowej, w 1918 r. zabudowania domu biskupiego zostały zajęte przez zbrojne oddziały Czeka. Jeszcze w 1920 r. grupa wiernych, reprezentowana przez archimandrytę Atanazego (Sacharowa), zdołała uzyskać u władz radzieckich zgodę na dalsze sprawowanie kultu prawosławnego w klasztornym soborze Narodzenia Matki Bożej oraz w cerkwi Wszystkich Świętych i dwóch kaplicach przy ulicy Borisoglebskiej. Jednak jeszcze w tym samym roku władze przekazały cały kompleks budynków wojskom Czeka. Od 1922 r. dawny monaster stał się siedzibą obwodowego OGPU. W 1930 r. sobór Narodzenia Matki Bożej i wolnostojąca dzwonnica zostały zburzone. Lokalne organy GPU, a następnie NKWD i KGB mieściły się w zabudowaniach poklasztornych aż do upadku ZSRR. W latach 30. i 40. XX w. na terenie monasteru były przeprowadzane egzekucje.
Rosyjski Kościół Prawosławny odzyskał obiekt w 1993 r. Zdecydowano wtedy również o restytucji męskiej wspólnoty mniszej, którą kierował początkowo archimandryta Justynian (Sagan), a od 2001 r. archimandryta Nil (Syczow). Monaster ponownie stał się również siedzibą ordynariusza eparchii włodzimierskiej, zarządu eparchii i seminarium duchownego. W latach 1999–2004 r. na miejscu zburzonego w 1930 r. soboru wzniesiono nową cerkiew pod tym samym wezwaniem. W 2005 r. zbudowano nową cerkiew nadbramną św. Aleksandra Newskiego (w innym miejscu, niż poprzednia świątynia pod tym wezwaniem), natomiast w 2011 r. – cerkiew domową św. Jana Chrzciciela. 